# 550'erne f.Kr.
Århundreder: 7. århundrede f.Kr. – 6. århundrede f.Kr. – 5. århundrede f.Kr.
Årtier: 600'erne f.Kr. 590'erne f.Kr. 580'erne f.Kr. 570'erne f.Kr. 560'erne f.Kr. – 550'erne f.Kr. – 540'erne f.Kr. 530'erne f.Kr. 520'erne f.Kr. 510'erne f.Kr. 500'erne f.Kr.
År: 559 f.Kr. 558 f.Kr. 557 f.Kr. 556 f.Kr. 555 f.Kr. 554 f.Kr. 553 f.Kr. 552 f.Kr. 551 f.Kr. 550 f.Kr.